# Muli (Malediven)
Muli is een van de bewoonde eilanden van het Meemu-atol behorende tot de Maldiven. Muli is de hoofdstad van het Meemu-atol.

## Demografie
Muli telt (stand maart 2007) 391 vrouwen en 407 mannen.